# Drymodromia reducta
Drymodromia reducta är en tvåvingeart som beskrevs av Smith 1969. Drymodromia reducta ingår i släktet Drymodromia och familjen dansflugor. Inga underarter finns listade i Catalogue of Life.